# Renversement des alliances

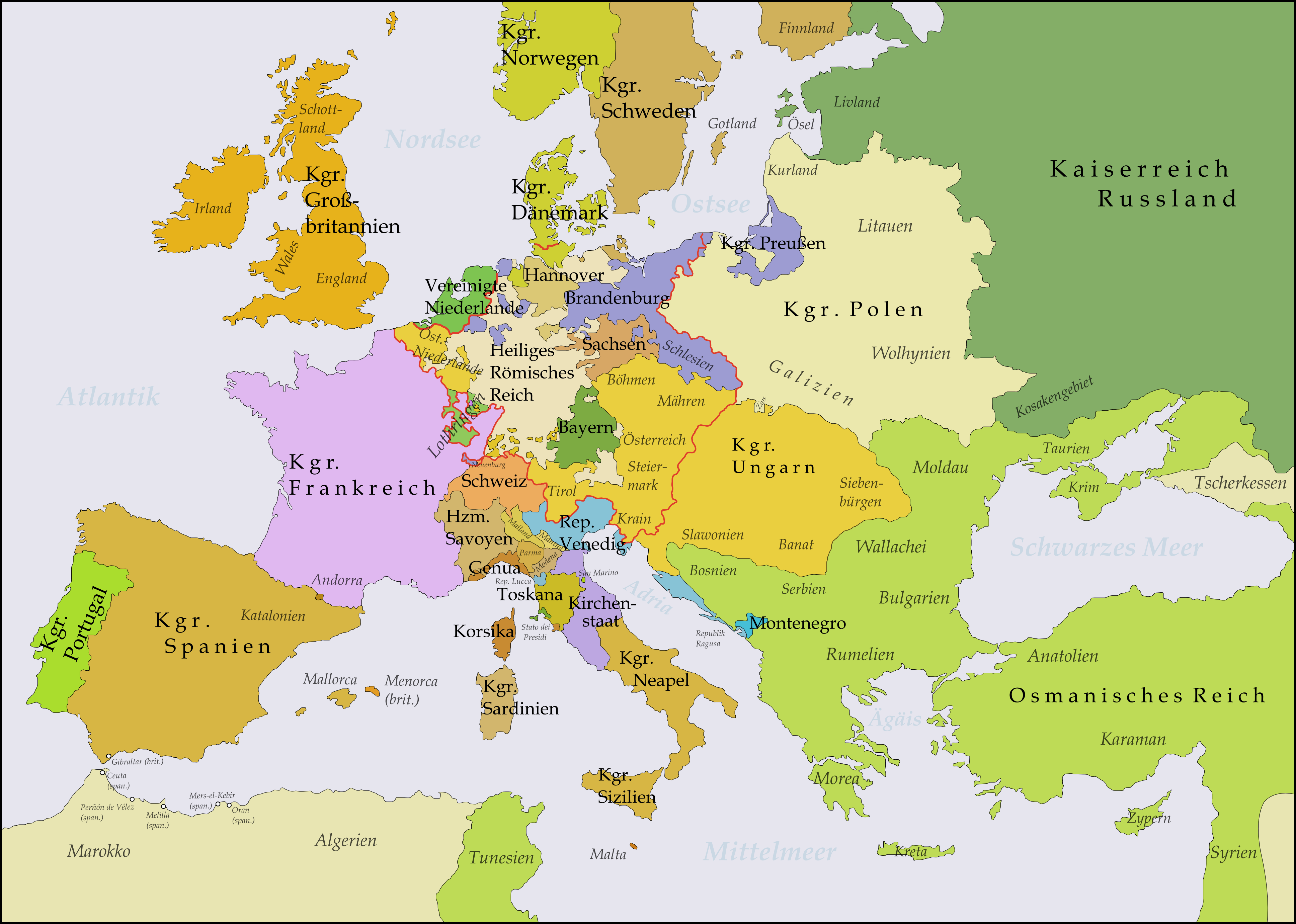
Europa zur Zeit des Siebenjährigen Krieges

Das Renversement des alliances (deutsch „Umkehrung der Allianzen“) war eine grundlegende Wende in der europäischen Außenpolitik gegen Mitte der 1750er Jahre, die dem Siebenjährigen Krieg vorausging. Diese „diplomatische Revolution“ führte zu einem Bundesschluss zwischen Frankreich und dem Haus Habsburg, die zuvor über Jahrhunderte verfeindet gewesen waren (→ Habsburgisch-französischer Gegensatz). Die Bezeichnung renversement des alliances für diese Vorgänge wurde bereits von Sismondi verwendet; als feststehender Begriff ist sie seit den Arbeiten Richard Waddingtons (1896) geläufig.

## Vorgeschichte
Verschiedene Faktoren führten dazu, dass Ludwig XV. seine europäische Politik überdachte, die bis dahin die Beibehaltung der Ordnung des Westfälischen Friedens und eine Bündnispolitik mit dem Osmanischen Reich, Polen, Schweden und Preußen vorsah. Diese Allianz war gegen Österreich, England und das aufsteigende Russland gerichtet. Neben persönlichen Querelen zwischen dem König in Preußen und dem französischen König störte vor allem eine neue Bündnispolitik Preußens, das mit der Konvention von Westminster 1756 eine Allianz mit England einging, das Verhältnis zwischen den beiden Staaten. Frankreich stand mit England seit 1754 bereits im Krieg auf dem amerikanischen Kontinent. Die Briten wollten durch den French and Indian War ihre Vorherrschaft in Nordamerika festigen. Frankreich musste die Ankündigung einer Allianz ihres Verbündeten Preußen mit dem Feind als einen Bruch des beim Aachener Frieden geschlossenen Bündnisses begreifen.

## Verträge
Im Gegenzug hatte Österreich den Engländern die Gefolgschaft verweigert, als diese verlangten, dass es seine Truppen in den Niederlanden verstärke und damit eine neue Kriegsbedrohung gegen die Franzosen auslöse. Vor allem auf Grund der vom Staatskanzler Graf Kaunitz favorisierten Annäherung an Frankreich, die er seit längerem erfolglos versucht hatte anzubahnen, wurde das Bündnis mit England im August 1755 nominell aufgelöst. Nach längeren geheimen Verhandlungen wurde schließlich im März 1756 zuerst ein Defensivvertrag zwischen Österreich und Frankreich für den Fall eines österreichisch-preußischen Krieges geschlossen. Im Mai desselben Jahres folgte dann der Versailler Vertrag zwischen den beiden Staaten, der eine gegenseitige Truppenhilfe für die sich anbahnenden kriegerischen Konflikte außer den französisch-englischen vorsah. Erweitert wurde dieses Bündnis im Mai 1757 durch einen Offensivvertrag. Da die Österreicher den Verlust Schlesiens durch die Annexion Preußens nicht hinnehmen wollten, der König in Preußen aber einen Gegenangriff vorwegnehmen wollte, fielen die Preußen in einem Präventivschlag in Sachsen ein und lösten den Dritten Schlesischen Krieg aus. Frankreich befand sich durch seine Allianz mit Österreich in den Siebenjährigen Krieg eingebunden und musste ihm somit militärisch zur Hilfe kommen. Schließlich folgte 1758 noch ein dritter Vertrag von Versailles.

## Folgen
Preußen war am Ende des Krieges endgültig zu einer neuen europäischen Großmacht aufgestiegen. Für Frankreich, das im deutschen Konflikt wenig zu gewinnen hatte, war der Siebenjährige Krieg dagegen ein politisches, territoriales und finanzielles Desaster, von dem es sich lange nicht erholen sollte. Im Frieden von Paris 1763 verlor es u. a. sein Kolonialreich in Nordamerika, Indien und Afrika.
Trotz der für Frankreich ungünstigen Ausgangslage blieb das neue Bündnis auch nach Ende des Krieges bestehen. Zur Besiegelung der habsburgisch-französischen Allianz wurde die Vermählung des französischen Thronfolgers Ludwig XVI. mit der österreichischen Prinzessin Marie-Antoinette arrangiert. Im Zuge der Französischen Revolution, die unter anderem auch auf die Folgen des Siebenjährigen Krieges zurückzuführen war, wurde das Bündnis aufgekündigt und Frankreich erklärte Österreich 1792 den Krieg. In den darauf beginnenden Koalitionskriegen verbündete sich Österreich mit Preußen.
Bis auf das napoleonische Intermezzo löste aber ab den 1750ern der Deutsche Dualismus Österreich–Preußen den Dualismus Österreich–Frankreich als mitbestimmende Mächtekonstellation in der europäischen Pentarchie ab.